# Cottus hispaniolensis
Cottus hispaniolensis är en fiskart som beskrevs av Mihai Bacescu och Bacescu-mester, 1964. Cottus hispaniolensis ingår i släktet Cottus och familjen simpor. IUCN kategoriserar arten globalt som livskraftig. Inga underarter finns listade i Catalogue of Life.